# Bactrocera icelus
Bactrocera icelus
 es una especie de díptero que Hardy describió por primera vez en 1974. Bactrocera icelus pertenece al género Bactrocera de la familia Tephritidae.  